# Cînde
Toma Cînde(sau Chianda/Chindea),mare boier în Sfatul Moldovei la începutul secolului al XV-lea și vistiernic al lui Ștefan cel Mare.De la numele său provine numele actualei comune Cândești din județul Neamț,comună amplasată pe o veche feudă a acestuia.